# Чирилло, Доменико
Доме́нико Чири́лло (итал. Domenico Maria Leone Cirillo или Cyrillo; 11 апреля 1739, Грумо-Невано, Неаполитанское королевство ─ 29 октября 1799, Неаполь) — итальянский врач и энтомолог, профессор ботаники  и теории медицины при Неаполитанском университете. Член Американского философского общества (1768).

## Биография
Родился в Грумо-Невано 11 апреля 1739 года. 
В 1799 году был замешан в политических историях и казнён.  
Первым исследовал при помощи своих учеников энтомологическую фауну Неаполя и его окрестностей. Результаты изложены им же в труде «Entomologiæ Neapolitanæ Specimen primum» (Неаполь, 1787—1792), в котором изобразил на 12 раскрашенных таблицах новые и уже известные виды. Чирилло успел издать лишь одну часть этого труда, который содержит много указаний относительно биологии насекомых. 
Кроме того, он напечатал несколько работ по ботанике и медицине.

## Память
- В его честь назван Лук Чирилло (Allium cyrilli Ten.), произрастающий в Крыму

- Установлен памятник в Грумо-Невано, в регионе Кампания
- Мемориальная доска на доме, где родился Д. Чирилло, в Грумо-Невано